# Jiří Šonka
Jiří Šonka (28. prosince 1920 Praha – 9. září 2005 Praha) byl československý lékař, internista.

## Život a činnost
Studoval na Státním francouzském reálném gymnáziu v Praze (1931–1939). Medicínu vystudoval na pražské lékařské fakultě Univerzity Karlovy, kde promoval v roce 1947 (patřil mezi studenty tzv. Lucernového ročníku). Po promoci nastoupil na chirurgické a pak na interní oddělení nemocnice v Mostě, po roce jej přijal prof. Josef Charvát na III. interní kliniku v Praze. Zde pracoval v mnoha lékařských, učitelských a vědeckých pozicích až do svého odchodu do důchodu v roce 1999. Kandidaturu obhájil v roce 1958, doktorát věd v roce 1964, habilitoval 1966 a byl jmenován profesorem v roce 1992. Od začátku svého působení na III. interní klinice se zajímal o endokrinologii a metabolismus. Od 60. let vedl vlastní výzkumnou skupinu.  
Jiří Šonka se věnoval jako první v polovině 50. let pentózovému cyklu, později i souvislosti pentózového cyklu s dehydroepiandrosteronem – DHEA. Popsal defekt DHEA u dny a u pozdní gestózy. Od roku 1959 se zabýval vlivem svalové činnosti na regulaci látkové výměny a léčbou obezity. Vypracoval redukční režim spočívající v nízkokalorické dietě a pohybové aktivitě aerobního charakteru, který se pod jeho vedením uskutečňoval od 60. až do začátku 90. let na letních pobytových redukčních kurzech ve Zbirohu a v Roudnici nad Labem. Zavedl v Československu bariatrickou léčbu obezity. Je považován za zakladatele klinické obezitologie v Československu.
Za výzkum v oblasti radiobiologie získal v roce 1968 státní cenu. Publikoval víc než 350 prací v odborných časopisech, z toho víc než polovinu v zahraničních. Byl autorem nebo spoluautorem více než patnácti odborných monografií a několika populárních knih o obezitě a dietním stravování. Jiří Šonka prezentoval svoje práce na zahraničních fórech a udržoval profesní styky s významnými zahraničními pracovišti. 
Po roce 1989 se angažoval v obnovení činnosti svobodných zednářů v České republice.
Na jeho počest se koná každoročně v lednu obezitologická konference nazvaná Šonkův den, kterou vede jeho žák internista prof. Štěpán Svačina. Od roku 2006 nese slavnostní sdělení zvaného řečníka na celostátní konferenci Obezitologie & bariatrie, pořádané každoročně Českou obezitologickou společností ČLS JEP, označení Šonkova přednáška.